# Holmegård (Branderslev Sogn)
 For alternative betydninger, se Holmegård. (Se også artikler, som begynder med Holmegård)
Holmegård er en lille hovedgård, som er oprettet i 1768. Gården ligger i Branderslev Sogn, Lollands Nørre Herred, Maribo Amt, Nakskov Kommune.
Holmegård Gods er på 133,5 hektar

## Ejere af Holmegård
- (1768-1789) Frederik Wilhelm
- (1789-1801) Christian Frederik baron Knuth
- (1801-1804) Adam Christoffer baron Knuth
- (1804-1810) Diderich Diderichsen
- (1810-1823) Christian Heinrich August lensgreve Hardenberg-Reventlow
- (1823-1829) Rasmus Clausen
- (1829-1838) Niels Theisen
- (1838-1855) Niels Jacobsen
- (1855-1890) Carl August Wied
- (1890-1926) Peter Holger Magarus Christian Dornonville de la Cour
- (1926-1936) Gudrun Carlsdatter Dornonville de la Cour (født Hansen)
- (1936-1965) Peter Holger Skafte Dornonville de la Cour
- (1965-1997) Per Dornonville de la Cour
- (1997-) Philip Dornonville de la Cour
- (2017-) Henriette Frigaard (kun hovedbygningen, ikke jorden)

54°51′35″N 11°7′18″Ø / 54.85972°N 11.12167°Ø